# Haring J.W. Nauta
Haring J.W. Nauta (ur. 2 września 1946 k. Utrechtu) – amerykański lekarz neurochirurg. Uczęszczał do szkoły w Maryland i studiował na Duke University i Case Western Reserve University. Tytuły M.D. i Ph.D. otrzymał w 1974 roku. Pod koniec lat 70. został profesorem neurochirurgii na University of Toronto. Od 1985 związany z Johns Hopkins University Department of Neurosurgery.
Jego ojcem był Walle Nauta.